# Reinald Werrenrath
Reinald Werrenrath   (7 d'agost de 1883 - 12 de setembre de 1953) va ser un cantant d'òpera (baríton), nord-americà, que també va gravar cançons populars i va aparèixer regularment a la ràdio a les primeres dècades del segle xx. Werrenrath va utilitzar habitualment el pseudònim Edward Hamilton.
Fill de George Werrenrath, un tenor operístic nascut a Dinamarca. Va estudiar a la Universitat de Nova York i va debutar operísticament el 1907 a Die Meistersinger von Nürnberg (Els mestres cantaires de Núremberg). També va gravar per a Edison Records el 1907, abans d'una llarga carrera discogràfica amb Victor Talking Machine Company. Va cantar en diversos centenars de gravacions de Víctor entre 1906 i 1929, tant com a solista i com a part de diversos conjunts vocals com el "Orpheus Quartet" i el "Victor Opera Quartet". Els seus enregistraments amb més èxit comercial van incloure "As Long As The World Rolls On" (1907), "Hola Frisco!" (de" Ziegfeld Follies de 1915"), i " Smilin 'Through " (1919).
Werrenrath va debutar al Metropolitan Opera House el 1919, a Pagliacci, en un repartiment que també incloïa Enrico Caruso. També va fer gires àmpliament i va fer més de 3.000 aparicions en concerts. Va ser un de les primeres estrelles de cançons que va aparèixer regularment a la ràdio, sobretot a l'estació de ràdio WEAF a Nova York. El 1930 va realitzar un enregistrament privat de salutacions de Nadal acompanyat per Harpo Marx i altres. El 1932 es va convertir en membre del personal de música de NBC, i en anys posteriors es va dedicar principalment a la docència al Conservatori Peabody a Baltimore, Maryland i altres llocs. També va dirigir una escola de música regular a l'estiu a Chazy Lake, Nova York.
Va estar casat tres vegades. Va morir a Plattsburgh, Nova York, després de patir un atac al cor mentre estava a Chazy Lake. La seva casa a Chazy Lake, "Werrenrath Camp", es va afegir al Registre Nacional de Llocs Històrics el 2010.